# Tapis berbère
Pour les articles homonymes, voir Tapis (homonymie).

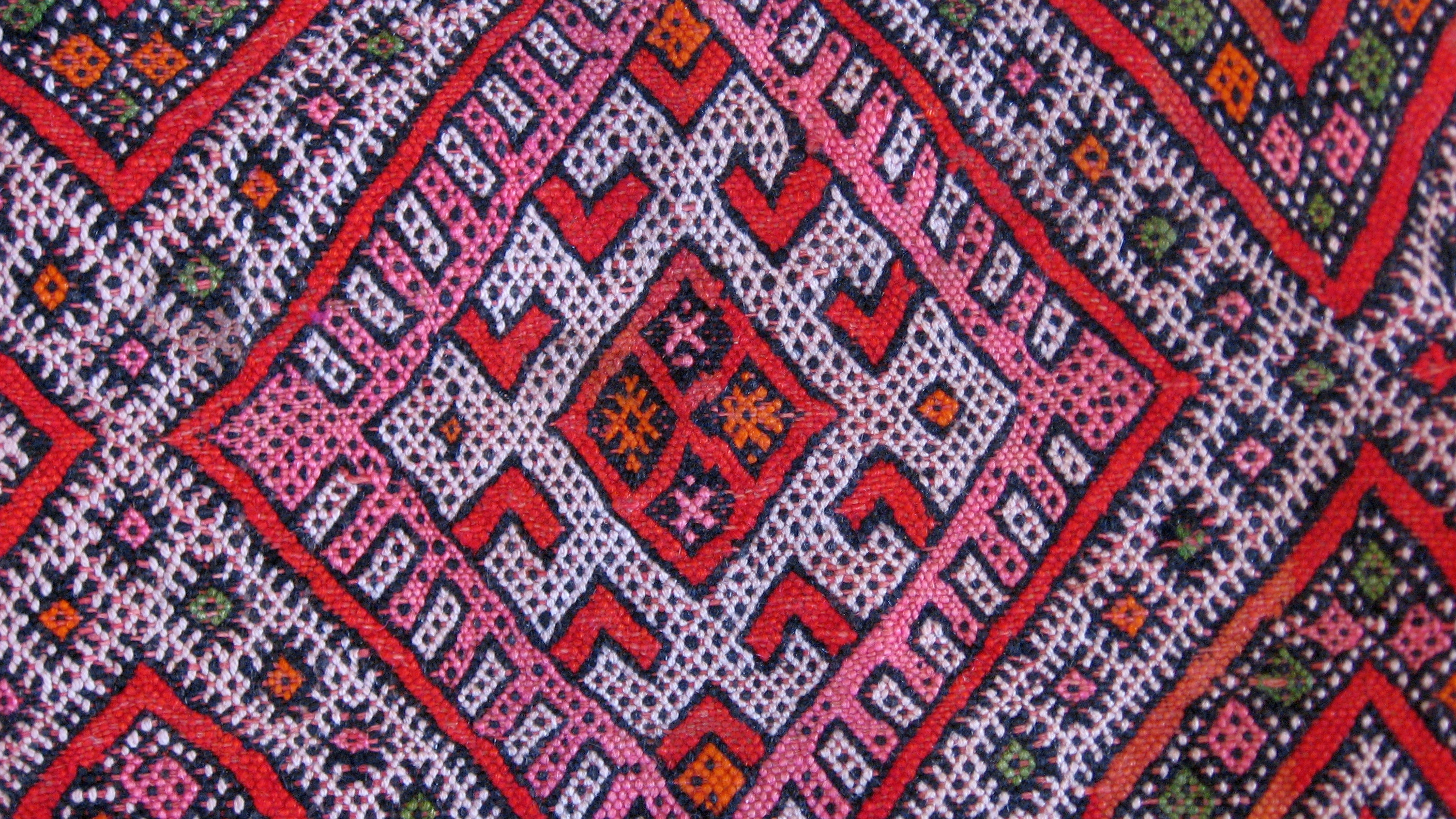
Tapis berbère du Maroc.

Le tapis berbère est une sorte de tapis tissé par les Berbères en Afrique du Nord. Ayant plusieurs appellations dépendant de la région on trouve Taṛakna (ⵜⴰⵕⴰⴽⵏⴰ / ⵜⴰⵕⴰⴾⵏⴰ) ou encore Taẓerbit (ⵜⴰⵥⴻⵕⴱⵉⵜ).

## Histoire

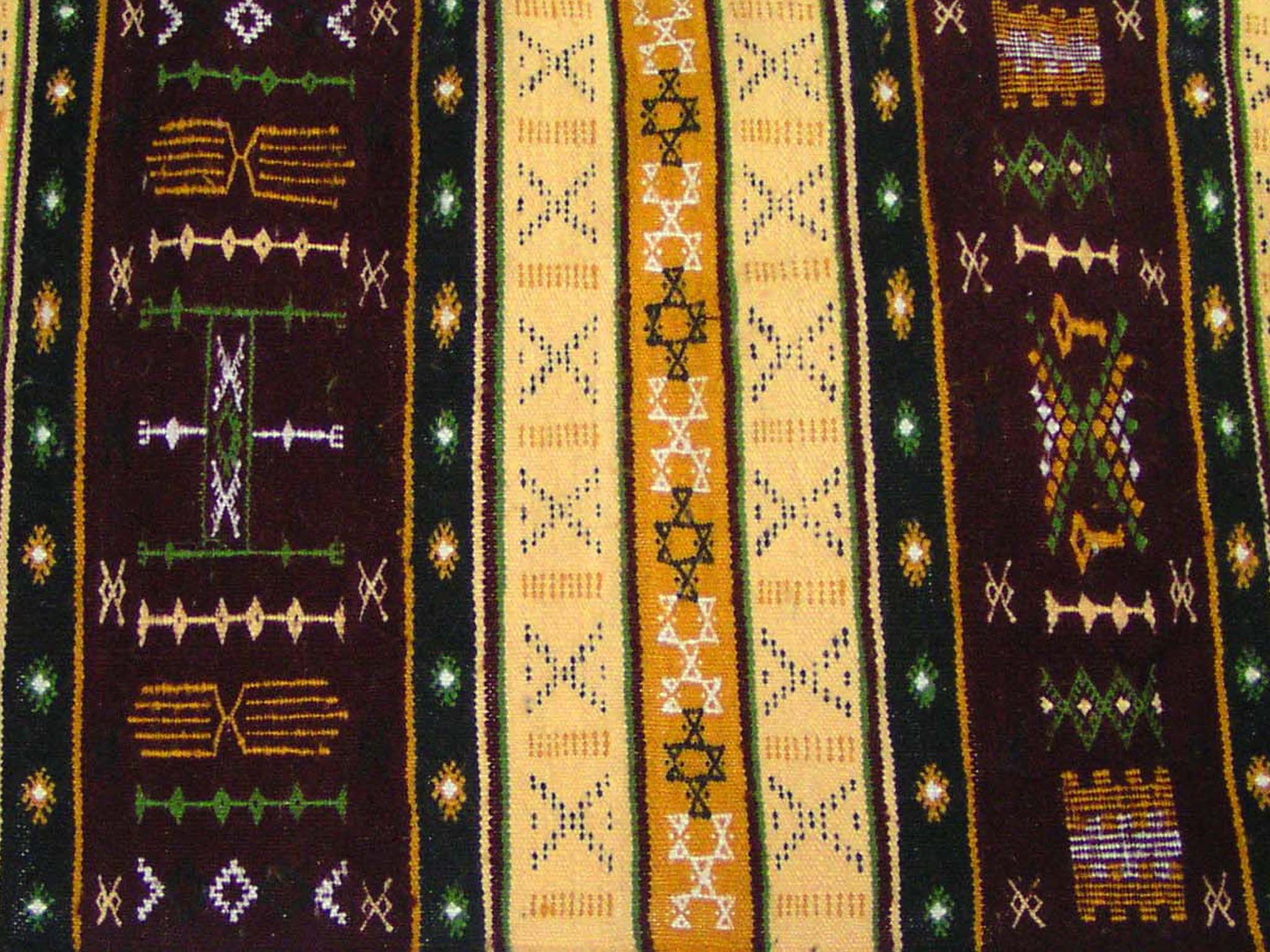
Tapis kabyle d'Algérie

Les origines du tapis d'art berbère remontent à l'ère paléolithique (cf. l'ouvrage de Barbatti, ci-dessous). Depuis des siècles, ce sont les femmes et les jeunes filles qui perpétuent les mêmes traditions du tissage, sur les mêmes types de métiers à tisser. Les différents modèles et ornements ont tous une origine symbolique en rapport avec la religion, la nature, les croyances et l'imaginaire de la culture berbère. Ils se sont transmis à travers les générations de mère en fille.
Les authentiques tapis berbères sont des pièces uniques fabriquées à la main pour l'usage domestique et dans la plus pure tradition. Celle-ci est menacée depuis le tournant du siècle par la sédentarisation progressive des grandes tribus nomades, mais on assiste parallèlement à un renouveau des formes d'expression et des matières utilisées (tapis de lirette).
Traditionnellement les tapis confectionnés par les jeunes femmes sont ensuite intégrés à la dot lors du mariage. Il est fréquent que ces tapis soient très peu utilisés et stockés par les familles pour la valeur qu'ils représentent. Ils peuvent être vendus en fonction des aléas économiques que rencontre le foyer. Traditionnellement les tapis berbères sont en laine. On distingue ceux de haute laine (Tagdift ou Taqṭift (ber) et Qtifa (ar)), traditionnellement produits et utilisés par les tribus nomades, ceux à poil ras en points noués, fabriqués usuellement en ville ou par des tribus sédentarisées (Tazerbit  transcrit en tifinagh moderne ⵜⴰⵥⴻⵕⴱⵉⵜ (ber) ou Zerbiya  (ar))  et enfin l'équivalent des kilim, «Ḥaenbel - ⵃⴰⵏⴱⴻⵍ» (ber) ou «Hanbel» (ar). 
Les deux types de tapis en laine les plus représentés sont les Beni Ouarains (motifs géométriques noirs sur fond blanc et laine assez épaisse) ainsi que les Azilal (plus colorés et laine plus rase).
Les familles les moins argentées qui ne pouvaient acheter la laine prirent, à partir du milieu du XXe siècle l'habitude de recycler le tissu de leurs habits usagés en tapis. Ce sont les Bou Charouet qui voudrait dire mot à mot «le père chiffons» et désigne des tapis fabriqués avec des bouts de tissus récupérés de vêtements et linges usés, aussi appelés tapis du pauvre.